# Norbert Knauer
Norbert Knauer (* 13. September 1923 in Pickau (heute Bykov) bei Jägerndorf (Krnov), Tschechoslowakei; † 2. Juli 2021 in Altenholz) war ein deutscher Agrarwissenschaftler.

## Leben
Knauer erwarb von 1948 bis 1951 den Diplomlandwirt in Kiel; am 9. Mai 1953 promovierte er über ein vegetationskundliches Thema zum Dr. agr. bei Johannes Köhnlein. 1962 folgte in Kiel die Habilitation über die Nährstoffversorgung von Grünland, die er auch pflanzensoziologisch auswertete. Er war von 1967 bis 1979 außerplanmäßiger Professor für Futterbau, Landschaftsentwicklung und Grünlandwirtschaft. Zunächst beschäftigte er sich mit dem Meliorationswesen. Er leitete von 1979 bis zu seiner Emeritierung 1988 das Institut für Wasserwirtschaft und Landschaftsökologie an der Christian-Albrechts-Universität zu Kiel.
Knauer war federführend an der Entwicklung des Lehr- und Prüfungsfaches Landschaftsentwicklung für das Studium der Agrarwissenschaften beteiligt. Er beschäftigte sich neben den Aufgabenstellungen seiner Professur mit Fragen des Umweltschutzes, kritisierte Fehlentwicklung der industrialisierten Landwirtschaft und wies auf landschaftsökologische und umweltgerechte Gestaltungsmöglichkeiten hin.
Knauer war von 1983 bis 1990 Vorsitzender der Deutschen Landeskulturgesellschaft. 1984 wurde er für sein Engagement im Naturschutz mit dem Verdienstorden der Bundesrepublik Deutschland (Verdienstkreuz 1. Klasse) ausgezeichnet. Seine Personalakte wird im Landesarchiv Schleswig-Holstein verwahrt. 1991 wurde ordentliches Mitglied der Naturwissenschaftlichen Klasse der Sudetendeutsche Akademie der Wissenschaften und Künste.

## Schriften (Auswahl)
- Vogelkojen, in Deutschland seltene Vogelfangstätten. In: Die Heimat. Monatsschrift des Vereins zur Pflege der Natur- und Landeskunde in Schleswig-Holstein. Bd. 61 (1954), Nr. 1, Januar 1954, S. 15–18 (Digitalisat).
- Untersuchungen der Pflanzengesellschaften der Insel Föhr und deren Bedeutung für die Landwirtschaft mit besonderer Berücksichtigung der Entwicklung der Weidelgrasweiden von der Ansaat bis zum Dauerbestand. Dissertation. Universität Kiel 1953, OCLC 73921019.
- Über die Brauchbarkeit der Pflanzenanalyse als Maßstab für die Nährstoffversorgung und das Düngebedürfnis von Grünland. Habilitationsschrift. Universität Kiel 1962, OCLC 16275378.
- mit Johannes Köhnlein: Ergebnisse der Kieler Dauerdüngungsversuche mit Phosphat und Kali. Parey, Hamburg/Berlin 1965, OCLC 832492650.
- mit Gerhard Fischbeck, Klaus-Ulrich Heyland: Spezieller Pflanzenbau. Ulmer, Stuttgart 1975, ISBN 3-8001-2414-9. 2. Auflage 1982, ISBN 3-8001-2507-2.
- Umweltschutz in Schleswig-Holstein. Sicherheit und Umweltschutz. Akademie Sankelmark, Sankelmark 1977, OCLC 4298603.
- Vegetationskunde und Landschaftsökologie. Quelle und Meyer, Heidelberg 1981, ISBN 3-494-02109-0.
- Produktion und Natur. Fehlentwicklungen in der modernen Landwirtschaft. Verein für Agrarwirtschaft, Bussau 1983, OCLC 75317017.
- (Hrsg.): Extensivierungen der Landnutzung. Wege zur Sicherung von Naturpotentialen und zur Begrenzung des Mengenwachstums. DLG, Frankfurt am Main 1987, ISBN 3-7690-5012-6.
- (Hrsg.): Holz als nachwachsender Rohstoff. Märkte, Innovationen, Zukunftschancen. DLG, Frankfurt am Main 1988, ISBN 3-7690-5013-4.
- (Hrsg.): Ökologische Leistungen in der Landwirtschaft. Möglichkeiten und Perspektiven. DLG, Frankfurt am Main 1989, ISBN 3-7690-5014-2.
- (Hrsg.): Einflüsse landwirtschaftlicher Produktionsverfahren auf die Qualität von Nahrungsmitteln. DLG, Frankfurt am Main 1990, ISBN 3-7690-5015-0.
- (Hrsg.): Beiträge der Biotechnologie zur Pflanzenzüchtung. DLG, Frankfurt am Main 1990, ISBN 3-7690-5016-9.
- (Hrsg.): Umweltgerechte Agrarproduktion. DLG, Frankfurt am Main 1991, ISBN 3-7690-5017-7.
- Ökologie und Landwirtschaft. Situation, Konflikte, Lösungen. Ulmer, Stuttgart 1993, ISBN 3-8001-4094-2.
- Landschaft und Landwirtschaft. Wiederentwicklung von mehr Natur durch die Landwirtschaft ist möglich. IMA, Hannover 1997, OCLC 75989797.
- mit Wulf Diepenbrock, Klaus-Ulrich Heyland: Spezieller Pflanzenbau. 3. Auflage. Ulmer, Stuttgart 1999, ISBN 3-8252-0111-2.